# Grandzicze
Grandzicze (biał. Грандзічы, Hrandziczy) – część Grodna na Białorusi, dawna wieś.

## Historia
W latach 1921–1939 wieś Grandzicze należała do gminy Hoża w ówczesnym województwie białostockim.
Według Powszechnego Spisu Ludności z 1921 roku wieś zamieszkiwały 423 osoby, 408 było wyznania rzymskokatolickiego, a 15 prawosławnego. Jednocześnie 408 mieszkańców zadeklarowało polską przynależność narodową, 8 białoruską, a 1 inną. Było tu 84 budynki mieszkalne. W pobliskim folwarku o tej samej nazwie mieszkało w dwóch budynkach 18 osób. 13 było wyznania rzymskokatolickiego, a 5 prawosławnego. Pięciu mieszkańców podało inną narodowość niż polska.
Wieś należała do parafii św. Franciszka Ksawerego w Grodnie. Prawosławni również mieli swoją parafię w Grodnie.
Folwark i wieś podlegały pod Sąd Grodzki i Okręgowy w Grodnie, najbliższy urząd pocztowy mieścił się w także w Grodnie.
Po 1939 wieś weszła w struktury administracyjne Związku Radzieckiego. Po uzyskaniu niepodległości przez Białoruś miejscowość położona była obwodzie grodzieńskim, w rejonie grodzieńskim, w sielsowiecie Putryszki. 24 kwietnia 2008 została włączona w granice Grodna.   
Od 1998 znajduje tu się rzymskokatolicka parafia św. Rocha.
Na cmentarzu znajduje się miejsce pochówku nieznanych żołnierzy Wojska Polskiego, poległych we wrześniu 1939 roku.
24 kwietnia 2008 roku wieś Grandzicze została przyłączona do Grodna.

## Urodzeni w Grandziczach
- Bronisław Bohaterewicz (1870–1940), generał brygady Wojska Polskiego
- Aleksander Sulewski (ur. 1897), major dyplomowany artylerii Wojska Polskiego, syn Mikołaja
- Mikołaj Sulewski (1859–1943), generał brygady Wojska Polskiego